# Mark Essex

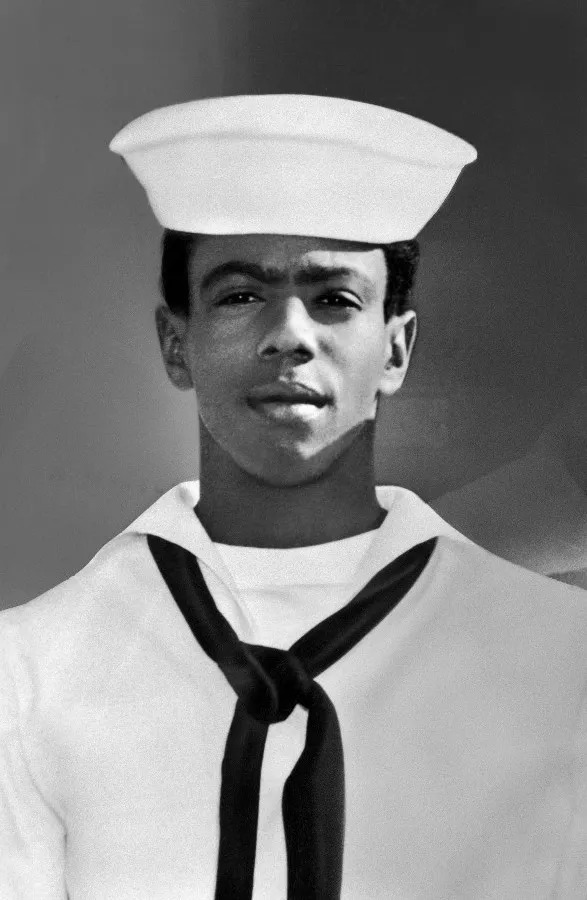
Mark Essex

Mark James Robert Essex (* 12. August 1949 in Emporia, Kansas; † 7. Januar 1973 in New Orleans, Louisiana) war ein US-amerikanischer Serienmörder, der zwischen Dezember 1972 und Januar 1973 neun Menschen tötete und 13 weitere Menschen zum Teil schwer verletzte.

## Leben

### Frühes Leben
Mark Essex wurde im August 1949 als zweites von fünf Kindern des Mark Henry Essex und dessen Ehefrau Nellie geboren; sein Vater war Vorarbeiter in einer fleischverarbeitenden Fabrik; seine Mutter unterrichtete sozial benachteiligte Volksschulkinder. Essex genoss eine Kindheit und Jugend wie Gleichaltrige. Er wuchs in einer Gegend auf, in der Rassismus kaum den Alltag dominierte und in welcher Anstrengungen unternommen wurden, Gleichheit zwischen Schwarzen und Weißen anzustreben. So hatte er auch viele weiße Freunde. Essex spielte in seiner Jugend in einer Schulband Saxophon und schloss sich den Pfadfindern an. Zu seinem ersten Berufswunsch zählte der Beruf des Pfarrers.
Bei seinen Mitschülern galt er als beliebt und hatte in seinen Teenager-Jahren auch weiße Freundinnen. Der Polizei oder Konflikten mit dem Gesetz ging er aus dem Weg. Sein einziger Zwischenfall in jener Zeit war eine Straßenkontrolle, in die er im Jahr 1965 geriet, als Polizisten annahmen, der Führerscheinneuling wäre zu jung fürs Autofahren. Essex hatte selbst als Erwachsener eine geringe Körpergröße von 160 Zentimetern.
Nach seinem Abschluss an der Emporia High School im Jahr 1967 begann er zunächst an der Emporia State University zu studieren. Das Studium brach er jedoch nach nur einem Semester ab und arbeitete kurzzeitig in der Fabrik seines Vaters mit. 1968, kurz vor seinem 19. Geburtstag, hatte er einen Plan, was seine berufliche Zukunft betraf. Er wollte der United States Army beitreten. Doch auf Anraten seines Vaters, eines Veteranen des Zweiten Weltkriegs, änderte er seine Wahl und entschied sich für das United States Marine Corps.

### Militärkarriere
Mark Essex trat am 13. Januar 1969 seinen Dienst bei den Marines an und verpflichtete sich zunächst für vier Jahre. Die ersten Monate in der Grundausbildung sammelte Essex durchweg positive Erfahrungen. Nach drei Monaten, im April 1969, wurde er nach Kalifornien ins dortige Naval Training Center in San Diego versetzt. Auf Anraten seines Vorgesetzten, Lt. Robert Hatcher, begann er eine Ausbildung zum Zahntechniker mit den Schwerpunkten Endodontie und Parodontologie.
Dennoch erfuhr er schon sehr bald, dass der versteckte Alltagsrassismus auch vor der Umgebung der Marines nicht Halt machte. So nahm er einen Job als Barkeeper in einer Bar namens Jolly Rotor an und musste feststellen, dass gewisse öffentliche Räumlichkeiten für Schwarze verboten waren. Zunächst ertrug er die Schikanen stillschweigend; andere schwarze Soldaten meinten, sobald er einen höheren Dienstgrad erreicht habe, würde sich das schon legen. Binnen eines Jahres war er zum Matrosen befördert worden, doch seine persönlichen Erfahrungen änderten sich dadurch nicht. Essex begann, leichte Depressionen zu entwickeln, und war bald auf leichte Medikamente angewiesen.
Im Laufe des Jahres 1970 schloss Essex Freundschaft mit einem anderen afroamerikanischen Marine, Rodney Frank, der für die Reparatur von Flugzeugen verantwortlich war. Frank war ein so genannter Militant und Anhänger des so genannten Schwarzen Nationalismus. Über Frank lernte Essex radikale Auffassungen kennen; auch las er Werke von Huey P. Newton und Bobby Seale, den Mitbegründern der Black Panther Party.
Im August 1970 hörte er, wie ein weißer Unteroffizier zu einem anderen meinte, wie schön doch die vergangenen Jahrzehnte waren, als „Nigger noch in der Kombüse“ zur See fuhren. Essex konnte nicht länger zuschauen, griff den Unteroffizier tätlich an und verletzte ihn leicht. Da sowohl die rassistische Äußerung bereits nach damaligem Standard, aber auch die Körperverletzung, Disziplinarmaßnahmen nach sich ziehen hätte können, verzichteten sowohl Essex als auch sein Kontrahent auf eine Anzeige. In weiterer Folge wurde Essex nur noch mehr von seinen weißen Kollegen schikaniert.
Am 19. Oktober 1970 war es Essex zu viel. Ohne um Erlaubnis zu bitten, verließ er den Marinestützpunkt und ging zu einer Bushaltestelle, um nach Hause nach Emporia zu fahren. Mit einem Greyhound-Bus kehrte Essex nach Hause in Kansas zurück, wo er sich bis zum 16. November 1970 unerlaubt aufhielt. Er versuchte, seinen Eltern seinen Standpunkt klarzumachen, und erzählte ihnen auch von seinen negativen Erfahrungen. Dennoch konnten diese ihn schließlich davon überzeugen, nach Imperial Beach zurückzukehren. Obwohl Lt. Hatcher, sein vorgesetzter Offizier, ihn verstand, musste sich Essex dennoch einem Militärgericht wegen Fahnenflucht stellen. Das Gericht verurteilte ihn zu 90 Tagen auf Bewährung und zu einer Geldstrafe von 90 Dollar, die von seinem Sold abgezogen werden sollten.
Für Essex muss es ein Schock gewesen sein, als er am 11. Februar 1971 aus seinem Militärdienst entlassen wurde und man ihm Untauglichkeit attestierte. Er kehrte Ende April 1971 zu seinen Eltern nach Emporia zurück, wo er begann, sich weiter mit der Black-Panther-Ideologie zu beschäftigen. Er gab sich bald den Kampfnamen Mata und erwarb zwei Monate später, im Juni 1971, ein halbautomatisches Gewehr der Marke Ruger. Danach ging er in die Wälder, um Zielübungen mit seinem Gewehr durchzuführen. Im August 1971 verließ er Emporia und zog nach New Orleans, wo sein ehemaliger Kollege, Rodney Frank, lebte.

### Zeit in New Orleans
Zwischen 1971 und 1972 zog Essex innerhalb von New Orleans viermal um, bis er zuletzt Anfang November 1972 eine Zweizimmerwohnung in der Dryades Street 2619 in Central City bezog.
Bereits am 22. August 1972 beantragte er Aufnahme in das vom Bund finanzierte Programm Total Community Action, in dem Menschen eine Berufsausbildung erwerben können. Essex begann eine Lehre zum Mechaniker für Verkaufsautomaten. Auch begann er Afrikanistik zu studieren und lernte so Grundkenntnisse von Swahili und isiZulu. Hassparolen und Phrasen jener Sprache schrieb er an die Wände seiner Wohnung. Er hatte kaum Freunde, lebte allein und abgeschieden und litt zeitweise unter schweren Depressionen.
Im September 1972 kündigte das New Orleans Police Department (NOPD) die Gründung des Felony Action Squad an, mit dem Ziel, die Zahl der Gewaltverbrechen in der Stadt zu reduzieren. In einer Presseerklärung erklärte Superintendent Clarence Giarrusso, dass die Mitglieder dieses Einsatztrupps befugt seien zu schießen, um zu töten, wenn sie in irgendeiner Weise bedroht würden. Am 16. November 1972 wurden bei Bürgerrechtsdemonstrationen an der Southern University zwei afroamerikanische Studenten von weißen Polizisten des East Baton Rouge Parish erschossen. Als Essex davon hörte, wurde er von Zorn und Wut erfüllt. Er wollte künftig gegen die Unterdrückung der Schwarzen durch die Weißen kämpfen, mit Gewalt, wenn nötig.
Im Dezember 1972 schrieb er einen letzten Brief an seine Eltern, der durchaus als Abschiedsbrief gewertet werden kann.
Afrika, das ist es, Mama. Es ist noch größer als du und ich, noch größer als Gott. Ich habe jetzt entschieden, dass der weiße Mann mein Feind ist. Ich werde kämpfen, um meine Männlichkeit zu erlangen, oder bei dem Versuch sterben. Liebe Grüße, Jimmy.
Dennoch ließ er sich nicht anmerken, dass er plante, einen Rachefeldzug gegen die Weißen zu starten. So feierte er mit einem Arbeitskollegen Weihnachten und verschenkte nahezu all seine Habseligkeiten, da er, so seine Begründung, wieder nach Emporia zurückziehen wolle. Auch schrieb er kurz vor dem Jahreswechsel einen mit Mata unterschriebenen Brief an die lokale Fernsehstation WWL-TV, in dem er ankündigte, einen Angriff aufs NOPD durchzuführen. Aus nicht näher bekannten Gründen nahmen die Verantwortlichen beim Fernsehen das Schreiben nicht ernst.

### Beginn der Sniper-Attacken
Am 31. Dezember 1972, kurz vor 22:55 Uhr, parkte Essex sein Auto in der Perdido Street und machte sich mit seiner halbautomatischen Ruger und einem 38-kalibrigen Revolver auf den Weg in Richtung NOPD. In einem Seesack führte er nicht nur einen Riesenvorrat an Munition mit sich, sondern auch eine Gasmaske, einen Drahtschneider und einige Feuerwerkskörper. Er ging auf einen schlecht beleuchteten Parkplatz gegenüber dem Haupteingang des NOPD und legte sich hinter parkenden Autos auf die Lauer.
Der 19-jährige Polizeischüler Bruce Weatherford näherte sich der Pförtnerloge, um seinen Dienst anzutreten. Plötzlich eröffnete Essex das Feuer auf den jungen Polizisten. Weatherford konnte sich instinktiv hinter einem Auto in Sicherheit bringen, musste jedoch mit ansehen, wie sein Kollege, der 19-jährige Alfred Harrell, der Weatherford zu Hilfe eilte, einen Schuss in die Brust abbekam. Das erste Opfer der Mordserie war ausgerechnet ein Schwarzer, obwohl es sich Essex zum Ziel gesetzt hatte, ausnahmslos Weiße zu töten. Der 38-jährige Polizeileutnant Horace Pérez wurde von einer Kugel am Knöchel verletzt.
Essex hatte sechs Schüsse abgefeuert. Danach kletterte er über einen Maschendrahtzaun, überquerte die Interstate 10 und tauchte danach im Stadtteil Gert Town unter, einem Industriegebiet, das aufgrund seiner hohen Kriminalität bekannt war. Hier verschaffte er sich mit vier Pistolenschüssen Zutritt zu einer Waren- und Produktionshalle in der Euphrosine Street 4100, nicht ahnend, dass er dadurch einen Einbruchsalarm auslöste. Zwei Polizisten, Edwin Hosli und Harold Blappert, wurden zum Einbruchsort beordert, um nach dem Rechten zu sehen. Zunächst fuhren Hosli und Blappert um das Gebäude herum, um nach Einbruchsspuren zu suchen. Als Hosli um 23:13 Uhr aus dem Wagen ausstieg und danach seinen Schäferhund vom Rücksitz seines Wagens aussteigen lassen wollte, traf ihn eine Kugel in den Rücken. Essex schoss noch weitere Male in Richtung des Wagens und traf dabei die Windschutzscheibe, die zu Bruch ging. Blappert gelang es, über das Funkgerät Verstärkung anzufordern. Auch zerrte er den schwer verletzten Hosli auf den Vordersitz des Wagens. Danach zielte er in die Richtung, aus der die Schüsse kamen, und feuerte ebenfalls mehrmals Kugeln ab.
Minuten nach der Schießerei waren über 30 Polizisten als Verstärkung vor Ort. Diese drangen mit ihren Hunden ins Lagerhaus ein. Hier konnten sie nicht nur mehrere Schuss abgefeuerte Munition und einen Revolver sicherstellen, sondern auch einen blutigen Handabdruck und Blutflecken finden. In dem Feuergefecht mit Blappert, so die Vermutung der Polizei, habe sich der Täter auch selbst verwundet.
Edwin Hosli rang über zwei Monate im Krankenhaus mit dem Tod. Am 5. März 1973 starb er im Alter von 30 Jahren.
Die Polizei führte eine Razzia im Viertel durch, auf der Suche nach dem Täter. Doch als sich Anwohner, vor allem Schwarze beschwerten, wie von Seiten der weißen Polizisten vorgegangen wurde, musste die Suche am kommenden Morgen, dem 1. Januar 1973, eingestellt werden.
Am Abend des 1. Januar, gegen 21 Uhr abends, betrat der Pastor der 1st New St. Mark Baptist Church die Kirche und traf darin auf einen bewaffneten jungen Mann. Der Pfarrer verständigte sofort die Polizei, allerdings war der Mann verschwunden, als die Polizei die Kirche betrat. Essex kehrte in der Nacht zur Kirche zurück und konnte dort rund eineinhalb Tage im Gotteshaus Zuflucht finden. Als am 3. Januar Joseph Perniciaro, ein Lebensmittelhändler, einen Mann in seinem Geschäft sah, der verwundet war und dem er aber dennoch Nahrungsmittel und ein Rasiermesser verkaufte, befahl er seinem Lehrjungen, dem Mann zu folgen. Als der Lehrjunge Perniciaro meldete, der Mann sei in die Kirche gegangen, meldete Perniciaro dies der Polizei. Er sollte nicht ahnen, dass er den Verrat beinahe mit seinem Leben bezahlen sollte. Als die Polizei erneut die Kirche betrat, war der Mann wieder auf der Flucht. Er hatte Lebensmittelverpackungen und einen Beutel mit Patronen vom Kaliber 38 in einem WC zurückgelassen. In einem Brief an den Pastor entschuldigte sich Essex für den Einbruch.
Wo sich Essex zwischen dem 3. Januar und dem 7. Januar 1973 aufhielt, konnte nie geklärt werden.

### 7. Januar 1973

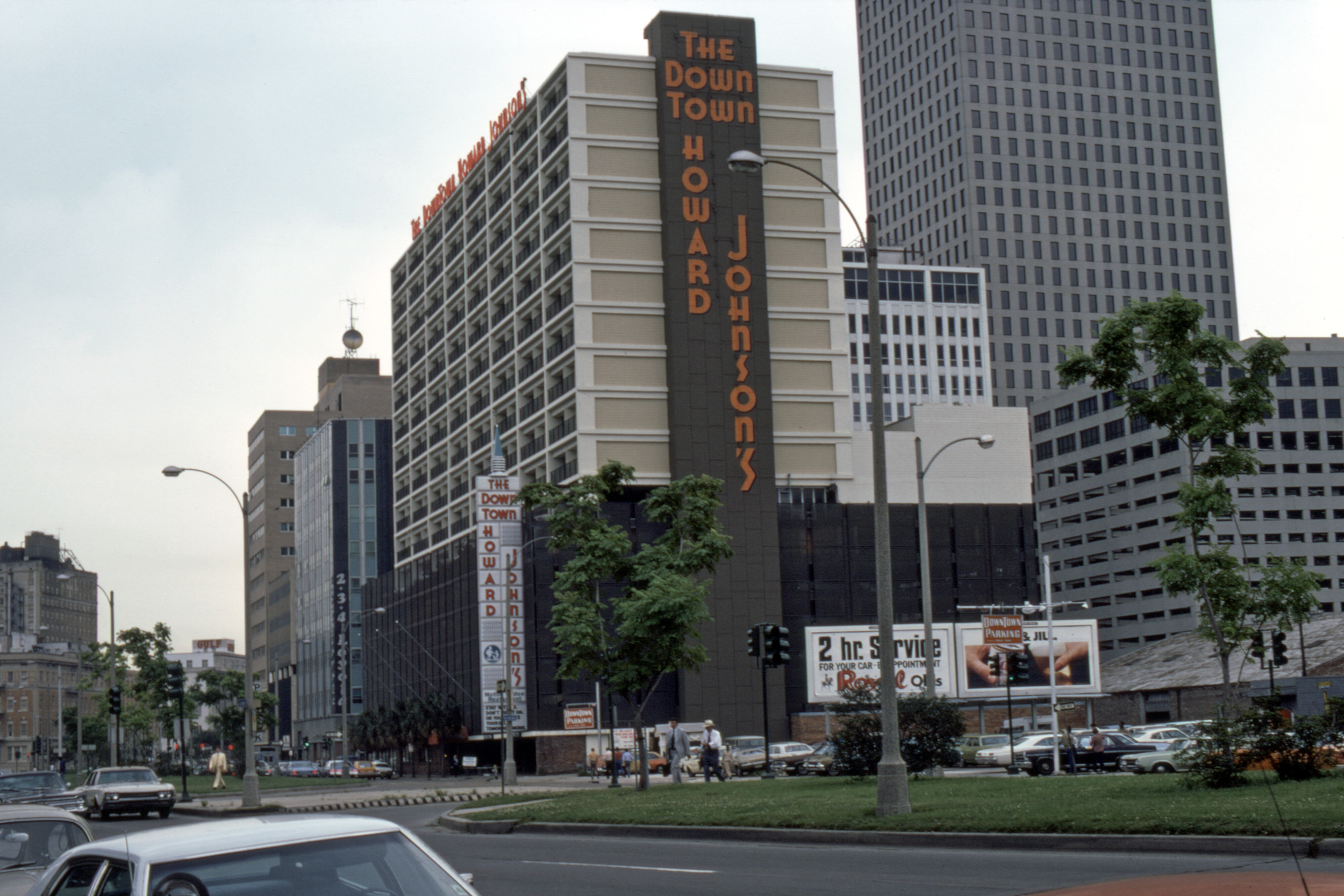
Ehemals Howard Johnson's Hotel (1975, zwei Jahre nach dem Amoklauf)

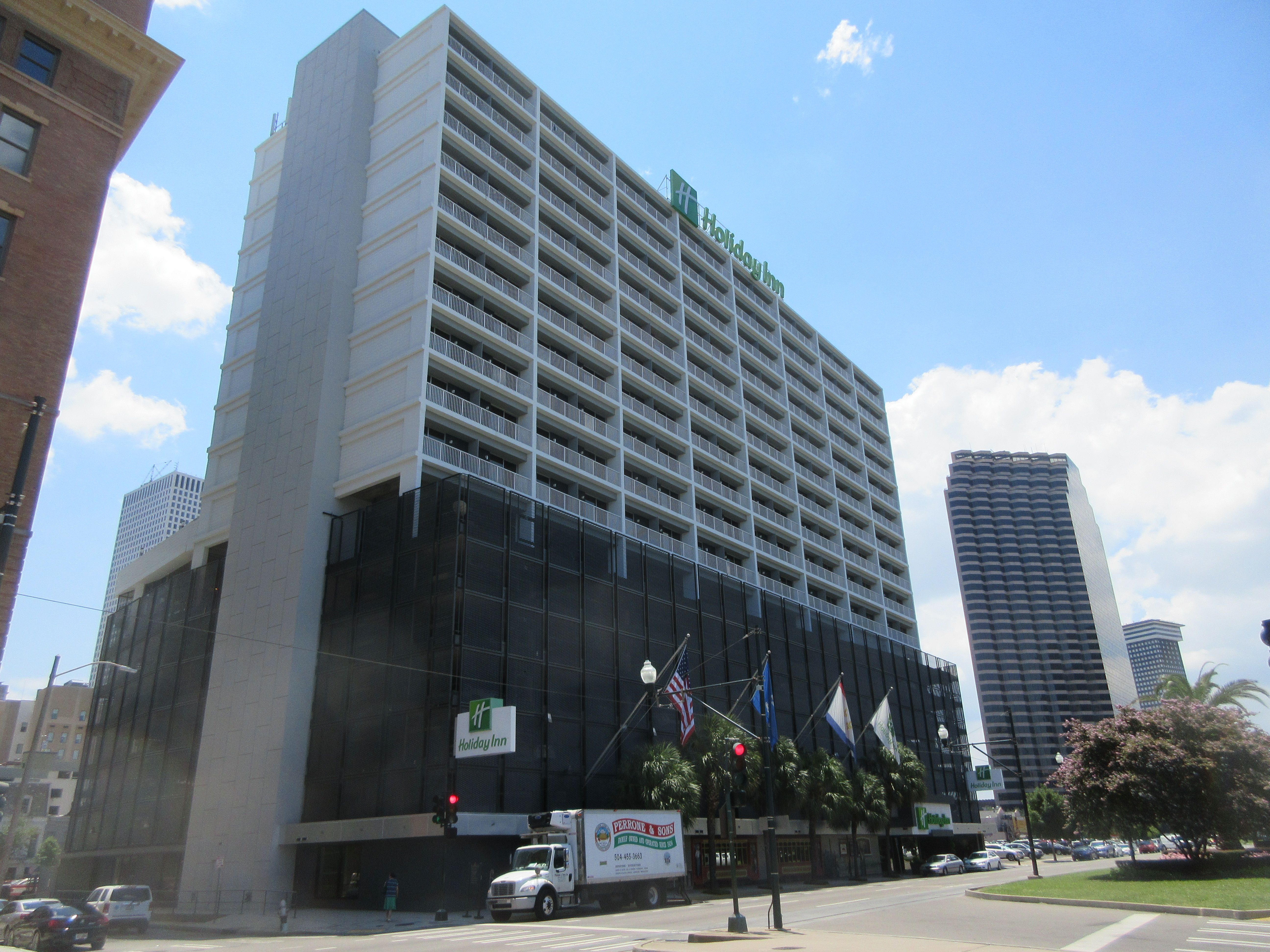
Heutiges Holiday Inn Hotel (2018)

Am 7. Januar 1973, gegen 10:15 Uhr erschien Essex erneut im Geschäft von Joseph Perniciaro. Er forderte ihn mit den Worten „Du! Komm Her!“ auf, zu ihn zu kommen. Als Perniciaro versuchte zu fliehen, schoss Essex und traf Perniciaro in seine Schulter. Schwer verletzt brach der Händler zusammen.
Danach näherte sich Essex dem Auto des 30-jährigen Schwarzen Marvin Albert, der seinen Chevrolet Chevelle vor dem Geschäft parkte. Mit der vorgehaltenen Waffe zwang er Albert zum Aussteigen und fuhr mit seinem Auto weg. Essex fuhr mit dem Auto zum 18-stöckigen Downtown Howard Johnson's Hotel in der 330 Loyola Avenue, dem Geschäftsviertel von New Orleans.
Er parkte das Auto im vierten Untergeschoss der Hotelgarage. Er begann danach die Feuerleiter empor zu klettern und versuchte über die Notausgänge Zugang zum Hotel zu erlangen. Allerdings waren diese Türen alle verschlossen. Als er durch die verschlossene Tür im achten Stockwerk zwei Reinigungsdamen zurief, sie mögen ihm doch bitte die Tür öffnen, lehnten diese mit Hinweis auf die gültigen Hotelvorschriften ab. Als Essex im Freien über die Feuertreppe in den neunten Stock ging, bemerkten die Frauen durch die Glastür die Waffe in der Hand des Snipers und verständigten das Management. Essex gelangte bis in den 18. und letzten Stock des Hotels. Hier hatte er Glück, als er auf eine Tür traf, die durch einen Wäschecontainer offengehalten worden war. Drei afroamerikanische Bedienstete, auf die er zuerst traf, beruhigte er mit den Worten: „Mach dir keine Sorgen, Schwester. Wir erschießen heute nur Weiße.“
Auf dem Flur neben Zimmer 1829 traf Essex auf den 28-jährigen Dr. Robert Steagall. Als Steagall die Waffe in Essex' Händen bemerkte, versuchte er diese ihm aus der Hand zu reißen. Essex rang Steagall zu Boden und tötete ihn mit einem gezielten Schuss in die Brust. Die 25-jährige Elizabeth Steagall, Robert Steagalls Ehefrau, versuchte ihrem Mann zu Hilfe zu eilen. Sie flehte Essex um Gnade an, doch dieser gab einen gezielten Schuss in Elizabeth Steagalls Kopf ab; sie war augenblicklich tot. Im Zimmer der Steagalls begann Essex Feuer zu legen, in dem er das hausinterne Telefonbuch mit Feuerzeugflüssigkeit tränkte und bei den Vorhängen im Bereich des Fensters in Brand setzte.
Über eine Innentreppe erreichte Essex den 11. Stock des Hotels. Hier drang er in einige nicht bewohnte Zimmer ein und legte weitere Brände, in dem er die Bettwäsche der Betten entzündete. Die Vorhänge waren feuerhemmend und konnten nicht brennen. Der 62-jährige stellvertretende Hotelmanager Frank Schneider und ein Gepäckträger namens Donald Roberts betraten zufällig über den Lift den 11. Stock des Gebäudes. Das schwarze Dienstmädchen Beatrice Greenhouse versuchte die beiden Männer zu warnen. Plötzlich näherte sich Essex den drei Personen und gab einen gezielten Schuss in Richtung Schneiders ab, der in den Hinterkopf tödlich getroffen zu Boden fiel. Roberts und Greenhouse gelang die Flucht. Beide verständigten die Polizei.
Nachdem Essex erneut einen Brand im 11. Stock gelegt hatte, ging er einen Stock tiefer. Hier, im 10. Stock, traf er auf den General Manager, den 56 Jahre alten Walter Collins, der die Gäste vor den Bränden warnte und bereits versuchte, das Gebäude zu evakuieren. Essex schoss auf Collins, der schwer verletzt zu Boden fiel. Er konnte noch ins Krankenhaus eingeliefert werden, wo er knapp 14 Tage später, am 26. Januar 1973, seinen Verletzungen erlag.
Kurz nach 11:00 Uhr trafen die ersten Polizisten, Michael Burl und Robert Childress beim Tatort an; die nun begannen, systematisch Stockwerk nach Stockwerk nach dem Täter zu durchsuchen. Unglücklicherweise stiegen sie dabei auch in einen der Aufzüge, um damit in die oberen Etagen zu gelangen. Da jedoch die oberen Stockwerke durch die gelegten Brände mit Rauch gefüllt waren, legte der Lift eine Notbremsung ein. Burl und Childress waren nun für mehrere Stunden im Aufzug gefangen.
Mittlerweile war Essex in den achten Stock gelangt, wo sich das Schwimmbad des Hotels befand. Hier traf er auf den 43 Jahre alten Robert Beamish, den er gezielt unter Beschuss nahm und in den Bauch traf. Beamish stürzte ins Schwimmbecken und stellte sich fast zwei Stunden lang tot, bevor man ihn verletzt bergen und ins Krankenhaus bringen konnte.
Um 11:20 Uhr waren dutzende Polizisten und Feuerwehrleute beim Hotel eingetroffen; im Erdgeschoss wurde ein Kommandoposten eingerichtet. Der zuständige Polizeichef Giarrusso befahl, Scharfschützen rund um das Hotel Stellung zu beziehen und systematisch Stock für Stock und Zimmer für Zimmer nach dem Amokschützen zu durchsuchen. Über Drehleitern versuchte die Feuerwehr auf Balkone geflohene Gäste vor den von Essex gelegten Bränden zu evakuieren. Dies wurde zum einen dadurch erschwert, da Essex aus einem höheren Stockwerk die Drehleiter unter Beschuss nahm, zum anderen dadurch, da man noch nicht einmal sicher sein konnte, ob sich nicht mehrere Täter im Gebäude befanden. Der 29-jährige Feuerwehrmann Timothy Ursin versuchte zusammen mit zwei Polizisten auf einen Balkon zu klettern, wurde von Essex durch eine Kugel in die Schulter getroffen. Ursin verlor den Halt und stürzte in die Tiefe, wo er gerade noch von einem Polizisten aufgefangen werden konnte. Ursin überlebte zwar, allerdings musste ihm in weiterer Folge eine Hand amputiert werden. Dass selbst Rettungskräfte vor Essex nicht verschont wurden, bewies er kurze Zeit später, als er dem Sanitäter und Krankenwagenfahrer Christopher Caton (20), der Ursin in sein Rettungsauto legte, einen Schuss in den Rücken zufügte.
Der Streifenpolizist Charles Arnold, der in einem Bürogebäude auf der anderen Straßenseite einen guten Blick auf das Hotel und die Fenster hatte, öffnete gerade das Fenster um Essex zu töten, als dieser Arnold in den Kiefer traf. Verletzt suchte er das nahegelegene Charity Hospital auf, um seine Wunde zu versorgen. Er sollte den Amoklauf überleben. Essex verstand es, aus einiger Entfernung auf seine Opfer zu zielen, als er aus einem Fenster den 33-jährigen Deputy Sheriff David Munch an Hals und Bein verletzte, als dieser aus dem achten Stockwerk eines anderen Gebäudes, dem Rault Center versuchte, Essex zu treffen.
Um 11:55 Uhr versuchten Kenneth Solis (26) und David McCann, zwei Streifenpolizisten, eine schaulustige Menschenmenge auf einem Platz nördlich des Hotels in Sicherheit zu bringen. Als sie kurz aus der Deckung unter einigen Bäumen hervortraten, traf Solis eine Kugel in die rechte Schulter. Sie trat unter dem Brustkorb auf der Vorderseite wieder aus seinem Körper aus. McCann reagierte geistesgegenwärtig und zerrte Solis wieder unter die Bäume. Solis sollte schwer verletzt überleben. Als zwei Polizisten, Emanuel Palmisano (43) und Phillip Coleman, ihren Kollegen zu Hilfe eilten, nahm sie Essex erneut unter Beschuss. Palmisano wurde in Armen und Rücken schwer verletzt getroffen; er überlebte. Der 26-jährige Coleman, der sein Polizeiauto verließ, um Solis und Palmisano ins Krankenhaus zu transportieren, wurde tödlich durch einen Schuss in den Kopf getroffen.
Essex gelangte im allgemeinen Chaos, welches im Hotel vorherrschte, aufs Parkdeck. Er wollte mit dem Auto vom Tatort fliehen, musste jedoch feststellen, dass das Parkdeck von Polizisten hermetisch abgeriegelt war. Er nahm zwei Polizisten in Beschuss, verfehlte jedoch beide. Danach hatte er keinen Plan mehr, wie es weitergehen könnte. Ihm gelang die Flucht in den 16. Stock des Gebäudes, wo er auf den 33-jährigen Paul Persigo traf, der versuchte, noch verbliebene Hotelgäste in Sicherheit zu bringen. Essex traf Persigo mit einer Kugel in den Mund; dieser taumelte einige Meter rücklings und stürzte aus dem 16. Stock in den sicheren Tod auf den Bürgersteig vor dem Hotel.
Kurz nach Mittag organisierte der stellvertretende Superintendent Louis Sirgo einen drei Mann starken Suchtrupp, um nach den im Aufzug gefangenen Kollegen Michael Burl und Robert Childress auf der Höhe des 18. Stockwerks zu suchen. Sirgo und seine beiden Kollegen hatten gegen 13:07 Uhr den 16. Stock erreicht, als sie ein Pfeifen hörten. Sie nahmen an, Burl und Childress würden so auf sich aufmerksam machen. Als Sirgo um die Ecke bog, stand Essex vor ihm und traf ihn aus nächster Entfernung in die Brust. Als Sirgo im Charity Hospital eintraf, konnten die Ärzte nur noch seinen Tod feststellen.
Essex floh danach in Richtung Hoteldach. Hier befand sich auf der Südostseite eine aus Beton errichtete Hütte, die als Lagerschuppen für Geräte fungierte. Hier suchte er gegen 14:00 Uhr Zuflucht; er musste wissen, dass er sich nun in der Falle befand.
Lt. Col. Charles Pitman, ein Pilot der United States Marines, landete mit seinem Boeing-Vertol CH-46 beim Hotel, nahm fünf Scharfschützen der Polizei auf, und begann mit seinem Hubschrauber, Angriffe aufs Dach und die Betonhütte zu fliegen. Pitmans Hoffnung war es, den Sniper zumindest durch einen Querschläger unschädlich zu machen. Ein schwarzer Polizist versuchte außerdem mit einem Megaphon Kontakt zu Essex aufzunehmen, um so seine Kapitulation zu erreichen. Doch Essex schrie in Richtung des Polizisten: „Macht dem Volk!“
Mark Essex gelang es, sieben Stunden in seinem selbst gewählten Gefängnis in dem Geräteschuppen auszuharren. In dieser Zeit flog Pitman mehrere Angriffswellen, die durch Schüsse von Seiten Essex' beantwortet wurden. Kurz vor 21:00 Uhr öffnete sich die Tür zum Schuppen und Essex lief mit dem Schrei „Kommt und hol mich!“ ins Freie. Die Scharfschützen auf den umliegenden Dächern aber auch jene Sniper in Officer Pitmans Hubschrauber, die soeben eine erneute Angriffswelle fliegen wollten, eröffneten umgehend das Feuer. Essex fiel sofort tödlich getroffen zu Boden. Vier Minuten sollte das einseitige Feuergefecht dauern. Der Gerichtsmediziner zählte 200 Einschusslöcher im Leichnam von Mark Essex.
Untersuchungen von Essex' Waffenarsenal ergaben, wonach er zuletzt nur noch zwei Kugeln zur Verfügung hatte. Er musste wissen, dass er keine Chance mehr gehabt hatte, zu entkommen.
Erst 28 Stunden nach Beginn des Amoklaufs im Hotel konnte die Polizei einen zweiten Täter ausschließen und den Einsatz offiziell beenden.

## Liste der Opfer
Sowohl am 31. Dezember 1972 wie auch am 7. Januar 1973 schoss Essex auf 21 Menschen; neun von ihnen starben. Sieben weitere Polizisten wurden durch Kreuzfeuer bei der Belagerung des Hoteldaches leicht verletzt. Die beiden Offiziere Burl und Childress, die sich aus dem Aufzug befreien und in die Tiefe klettern konnten, wurden mit Rauchgasvergiftung ins Krankenhaus eingeliefert.
Die getöteten Personen sind fett gelistet:
31. Dezember 1972
- Polizeikadett Alfred Harrell (19)
- Officer Edwin Hosli Sr. (30)
- Lieutenant Horace Pérez (38) (Querschlägerwunde am Knöchel)

7. Januar 1973
- Dr. Robert Steagall (28), Hotelgast
- Elizabeth Steagall (25), Hotelgast
- Frank Schneider (62), Hotel Assistant Manager
- Walter Sherwood Collins (56), Hotel General Manager
- Officer Phillip Coleman (26)
- Officer Paul Arlynn Persigo (33)
- Deputy Superintendent Louis Sirgo (48)
- Joseph Perniciaro (33), Ladenbesitzer (Schusswunde an der oberen rechten Schulter)
- New Orleans Feuerwehrmann Joseph Anderson (Schusswunde am Arm)
- Patrolman Charles Arnold (27) (Schusswunde im Gesicht)
- Officer Lawrence Arthur (31) (Schusswunde an der Seite)
- Robert Beamish (43). Hotelgast (Schusswunde am Bauch)
- Patrolman Michael Burl (24) (Rauchgasvergiftung. Beim Sturz erlittene Hand- und Rückenverletzungen)
- New Orleans Feuerwehrmann Thomas Calamari (36) (Schusswunde am Arm)
- Christopher Caton (20), Krankenwagenfahrer (Schusswunde am Rücken)
- Patrolman Robert Childress (33) (Rauchgasvergiftung)
- Jefferson Parish Sheriff's Deputy David Munch (33) (Schusswunden an Bein und Hals)
- Sergeant Emanuel Palmisano (43) (Schusswunden an Arm und Rücken)
- Officer Kenneth Solis (26) (Schusswunde an Schulter und Rücken)
- New Orleans Feuerwehrmann Timothy Ursin (29) (Schusswunde an Schulter und Brust)